# آن لانكستر
آن لانكستر (بالإنجليزية: Ann Lancaster)‏ هي ممثلة بريطانية (وحملت سابقاً جنسية المملكة المتحدة لبريطانيا العظمى وأيرلندا)، ولدت في 5 مايو 1920، وتوفيت في 31 أكتوبر 1970 بسبب سرطان.

## وصلات خارجية
- آن لانكستر على موقع IMDb (الإنجليزية)
- آن لانكستر على موقع ديسكوغز (الإنجليزية)
- آن لانكستر على موقع قاعدة بيانات الفيلم (الإنجليزية)